# Hemionitis trinervis
Hemionitis trinervis là một loài dương xỉ trong họ Pteridaceae. Loài này được Buch.-Ham. ex Dillwyn mô tả khoa học đầu tiên năm 1839.
Danh pháp khoa học của loài này chưa được làm sáng tỏ. 